# La Petite Sirène (Songkhla)
Pour les articles homonymes, voir La Petite Sirène (homonymie).

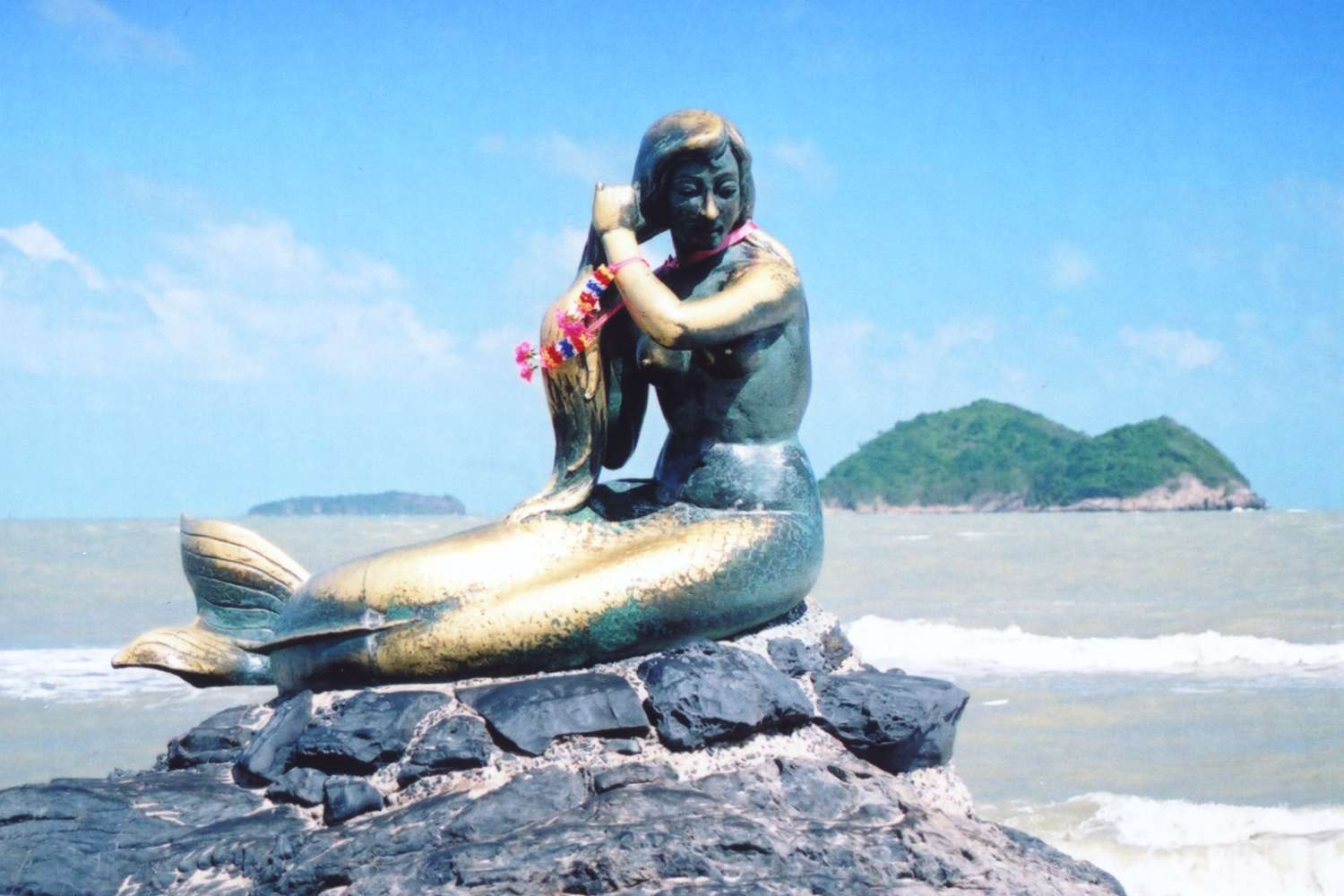
La Petite Sirène de Songkhla

La Petite Sirène dorée est une statue située sur la plage de Samila à Songkhla, dans le sud de la Thaïlande.
La plage a été nommée d’après une légende, celle d’une sirène qui serait apparue à un pêcheur alors qu’elle se peignait les cheveux. Effrayée par le pêcheur, elle s’enfuit oubliant son peigne. Après ce jour, le pêcheur s’est rendu régulièrement sur les lieux espérant pouvoir lui rendre son peigne mais elle n’est jamais réapparue.
Représentée dans une taille proportionnelle à un humain, elle se lisse les cheveux suivant la légende. Cette statue de bronze repose sur un rocher naturel entouré par la mer et le sable blanc. À environ 200 m se trouve une autre légende statufiée, celle du chat et du rat.